# 카멜 스핀

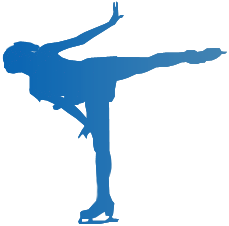

유럽에서 평행 스핀으로도 알려진 카멜 스핀은 시트 스핀, 업라이트 스핀과 함께 세가지 기본 피겨 스케이팅 스핀중 하나이다. 기본적인 카멜 스핀은 유각 엉덩이 레벨 이상으로 유지하고 무릎 뒤쪽으로 연장되는 스핀으로서 정의된다.

## 역사
카멜 스핀은 영국의 스케이트 선수 세실리아 콜레지가 고안했다. 그녀는 1935년에 대회에서 그것을 처음으로 실시했다. 콜레지가 고안한 레이백 스핀처럼, 카멜은 원래 여자만의 움직임으로 간주되었다.